# Нилов, Геннадий Петрович
Генна́дий Петро́вич Ни́лов (род. 1 октября 1936, Луга, Ленинградская область) — советский и российский актёр.

## Биография
Геннадий Нилов родился 1 октября 1936 года в городе Луге Ленинградской области. Отец был служащим, мать — поваром.
Мать Геннадия Нилова — родная сестра жены Павла Петровича Кадочникова, поэтому после Великой Отечественной войны семья Ниловых некоторое время жила в семье знаменитого актёра. Именно в этот период Гена заинтересовался профессией актёра. Учась в школе, он руководил драматическим кружком, где сам ставил спектакли, подбирал костюмы и грим для исполнителей. Одновременно увлекался спортом, занимаясь в спортивной школе Виктора Алексеева, по окончании которой получил девять разрядов в различных видах спорта.
В возрасте десяти лет Геннадий снялся в массовке в советской художественной военной драме «Подвиг разведчика» (1947) режиссёра Бориса Барнета, главную роль в котором исполнил его дядя — Павел Кадочников.
Затем, учась на четвёртом курсе института, Нилов снялся в эпизодах фильмов «В твоих руках жизнь» (1958), «Шинель» (1959) и «Поднятая целина» (1959—1961).
В 1959 году окончил актёрский факультет Ленинградского театрального института имени А. Н. Островского (курс Леонида Фёдоровича Макарьева) и был принят в штат киностудии «Ленфильм», где сразу получил главную роль (Иван Кондаков) в советском художественном фильме «Человек с будущим» (1960) режиссёра Николая Розанцева.
Всесоюзную известность и любовь зрителей актёру принесла одна из главных ролей в известной советской кинокомедии режиссёра Генриха Оганесяна «Три плюс два» (1963) — роль физика Степана Ивановича Сундукова (Стёпа, «Сундук», «Доктор»).
В 1993 году, отработав на «Ленфильме» тридцать четыре года, Геннадий Нилов был уволен по сокращению штата, после чего твёрдо решил завершить актёрскую карьеру. Переехал с женой из Санкт-Петербурга в город Приозерск Ленинградской области, где живёт в своём домике рядом с Ладожским озером, наслаждается природой, рыбачит.

## Семья
- Первая жена — Светлана Николаевна Жгун (5 сентября 1933 — 18 января 1997), советская актриса театра и кино.
- Вторая жена (с 14 февраля 1962 года по настоящее время[2]) — Галина Панкратьевна Нилова, инженер-химик.
  - Сын — Антон Геннадьевич Нилов, работает менеджером в фирме по производству автомобильных шин.
  - Сын — Алексей Геннадьевич Нилов (род. 31 января 1964), советский и российский актёр театра и кино. Заслуженный артист Российской Федерации (2006).
    - Внучка — Елизавета Алексеевна Нилова (род. 14 декабря 1985), актриса Академического драматического театра имени В. Ф. Комиссаржевской в Санкт-Петербурге.
    - Внук — Дмитрий Алексеевич Нилов (род. 1992), музыкант-мультиинструменталист[3][4][5].
    - Внук — Никита Алексеевич Нилов[3] (род. 2003, Москва)[4][5][6].
- Муж сестры матери — Павел Петрович Кадочников (16 (29) июля 1915 — 2 мая 1988), советский актёр театра и кино, кинорежиссёр, сценарист, педагог, лауреат трёх Сталинских премий (1948, 1949, 1951), народный артист СССР (1979), Герой Социалистического Труда (1985).
- Брат двоюродный — Пётр Павлович Кадочников (27 декабря 1944 — 21 июля 1981), советский актёр.
- Племянница — Наталья Петровна Кадочникова (род. 14 апреля 1969), актриса «N-театра» под руководством Алексея Нилова (2010—2012), художественный руководитель Творческой мастерской «Династия» имени Павла Кадочникова в Санкт-Петербурге (с 2012 года).

## Фильмография
1. 1947 — Подвиг разведчика — мальчик (эпизод)
2. 1958 — В твоих руках жизнь
3. 1959 — Шинель
4. 1959—1961 — Поднятая целина
5. 1960 — Человек с будущим — Иван Кондаков, шахтёр, молодой изобретатель
6. 1960 — Сын Иристона
7. 1961 — Самые первые — Николай Андреевич, врач-испытатель
8. 1962 — Первый мяч (короткометражный) — Володя
9. 1963 — Три плюс два — Степан Иванович Сундуков (Стёпа, «Сундук», «Доктор»), физик (доктор физико-математических наук)
10. 1964 — Помни, Каспар… — солдат с перебитой ключицей
11. 1964 — След в океане —  Валерий Андреевич Кушля, врач
12. 1965 — Музыканты одного полка — парень-могильщик
13. 1965 — Первый посетитель — Бубнов
14. 1965 — Третья молодость — Лев Иванов, артист балета
15. 1966 — Продавец воздуха — Виктор Клименко, советский геолог
16. 1967 — Первороссияне — Мирон Климкович
17. 1968 — Утро долгого дня — Снегин
18. 1968 — Снегурочка — Курилка
19. 1969 — Тройная проверка — Волошин
20. 1969 — Рокировка в длинную сторону — шофёр консульства
21. 1970 — Салют, Мария! — Анджей, польский боец-интернационалист
22. 1970 — Миссия в Кабуле — Иван Колокольцев
23. 1971 — Море нашей надежды — Юрченко
24. 1971 — Прощание с Петербургом
25. 1972 — В чёрных песках — комиссар
26. 1974 — Пусть он останется с нами — папа
27. 1974 — Свет в конце тоннеля — Синицын, полковник
28. 1974 — Следую своим курсом — моряк
29. 1974 — Сержант милиции — врач
30. 1975 — Капитан Немо — Жорж Шейно
31. 1975 — Звезда пленительного счастья — доставивший депешу Трубецкой
32. 1976 — Дума о Ковпаке (фильм № 3 «Карпаты, Карпаты…») — Базыма
33. 1976 — Меня это не касается — Николай Сергеевич Кравченко, майор милиции
34. 1977 — Кто — за, кто — против
35. 1980 — Каждый третий — Антонов
36. 1983 — Я тебя никогда не забуду — Шустов
37. 1983 — Комбаты (ТВ) — Зарапин, подполковник
38. 1986 — Турксиб
39. 1986 — Мост через жизнь (ТВ) — Лавр Дмитриевич Проскуряков, профессор
40. 1986 — На перевале — Пахомов
41. 1987 — Белое проклятье — Петухов
42. 1987 — Поражение — Полтавский
43. 1988 — Операция «Вундерланд» — начальник разведки
44. 1989 — Степан Сергеевич (ТВ) — генерал-полковник
45. 1990 — Адвокат (название в кинопрокате — Убийство на Монастырских прудах) — Фёдор Иванович Одинец, потерпевший
46. 1991 — Анна Карамазофф — майор КГБ
47. 1993 — Конь белый — министр
48. 1993 — Роман императора — господин Летьё

## Интересные факты
На одном курсе Геннадий Петрович учился с Сергеем Юрским, Андреем Дударенко и Аркадием Кацем.